# Vital de Gaza
Pour les articles homonymes, voir Saint Vital.
Vital de Gaza ou saint Vital est un ermite et un moine des VIe et VIIe siècles. Il est dit apôtre des femmes de mauvaise vie. Saint chrétien, il est fêté le 11 janvier.

## Histoire et tradition
Né vers 625, en Palestine, il réalisa, à l'âge de 60 ans, que les femmes prostituées étaient aussi appelées à la rédemption. Il quitta son ermitage de Gaza en Palestine partit donc pour Alexandrie en Égypte où la ville lui semblait propice à ce type d'apostolat.
Dans la journée, il mendiait pour assurer sa subsistance, et le soir, il se rendait dans les quartiers où les péripatéticiennes exerçaient leur métier. Il leur parlait, les écoutait, prêchait l'Évangile, et nombreuses furent celles qui changèrent de vie.
Cependant, l'évêque du lieu, poussé par ses ouailles scandalisées que l'on puisse fréquenter ce genre de personnes, le fit emprisonner. Mais les femmes perdues vinrent pleurer toutes les nuits sous les fenêtres du prélat jusqu'à ce que Vital soit libéré.
Vital mourut assassiné, de la main d'un souteneur, furieux d'avoir perdu les femmes qu'il exploitait, par la prédication du saint homme.
Près de lui, après sa mort, on trouva une tablette où il avait écrit :
« Citoyens d'Alexandrie et d'ailleurs, n'attendez pas demain pour vous convertir, mais attendez pour juger, le Jour du Jugement »

## Sources et références
- La fleur des saints - Omer Englebert - 1980 - Albin Michel - Imprimatur du 26-12-1979 -  (ISBN 2-226-00906-X)

1. ↑  Nominis : saint Vital de Gaza

## Autres Vital

### Saints
- Vital de Ravenne
- Vital de Bologne
- Vital de Salzbourg
- Vital de Savigny
- Vital de Saint-Viaud (Loire-Atlantique)
- Vital de Castronovo (it) (Basilicate)

### Patriarche
- Vital l'Apollinariste (Antioche en 375)